# جمعية مرشدات أوكرانيا
جمعية مرشدات أوكرانيا هي المنظمة التوجيهية الوطنية في أوكرانيا. حركة المرشدات بدأت في أوكرانيا في عام 1911، وبعد حظرها في عقد 1920، وتم إعادة تشكيلها في عام 1992. وأصبحت عضوا منتسبا في الجمعية العالمية للمرشدات وفتيات الكشافة في عام 1999. والجمعية للفتيات فقط وتضم الجمعية 1000 عضوا ، اعتبارا من عام 2003.

## روابط خارجية
- الموقع الرسمي